# Pachydactylus parascutatus
Pachydactylus parascutatus este o specie de șopârle din genul Pachydactylus, familia Gekkonidae, descrisă de Bauer, Lamb și William Roy Branch în anul 2002. Conform Catalogue of Life specia Pachydactylus parascutatus nu are subspecii cunoscute.